# Franciszek Skiba
Franciszek Skiba (ur. 6 kwietnia 1933 w Mont-Bonvillers (Francja), zm. 22 marca 2013 w Gliwicach) – polski piłkarz występujący na pozycji napastnika, a później obrońcy.

## Kariera piłkarska
Wychowanek LZS Wilcze Gardło, czyli późniejszej Gwardii Gliwice. W 1958 r. trafił do I-ligowej sosnowieckiej Stali. Debiutował 23 marca 1958 r. w meczu Lechia Gdańsk – Stal Sosnowiec (1:0). Pierwszego gola zdobył 18 maja 1958 w meczu Stal – Polonia Bytom (2:2). Jego drużyna w sezonie 1958 spadła do II ligi. W 1959 wywalczył awans do I ligi, a niedługo później osiągnął następujące sukcesy jak zdobycie Pucharu Polski 1962 i 1963 oraz wicemistrzostwo Polski 1964. Ostatni występ w barwach Zagłębia zaliczył 23 czerwca 1965 w meczu Unia Racibórz – Zagłębie (2:5). Od sezonu 1965/1966 został zawodnikiem Piasta Gliwice, gdzie do 1967 r. był czynnym graczem.

### Statystyki piłkarskie
W I lidze rozegrał 130 meczów i zdobył 2 bramki jako zawodnik Stali i Zagłębia Sosnowiec.

W II lidze rozegrał 34 mecze jako zawodnik dwóch klubów:
- Stal Sosnowiec – 19 występów
- Piast Gliwice – 15 występów[4].

W III lidze rozegrał 28 meczów jako zawodnik Piasta Gliwice.

W Pucharze Polski rozegrał 14 meczów jako zawodnik Zagłębia Sosnowiec.

W Pucharze Zdobywców Pucharów rozegrał 3 mecze jako zawodnik Zagłębia Sosnowiec.

W Pucharze Intertoto rozegrał 10 meczów jako zawodnik Zagłębia Sosnowiec.
Łącznie jako zawodnik Stali i Zagłębia Sosnowiec zagrał w 178 meczach zdobywając 2 bramki.
| Sezon     | Klub               | Liga          | Mecze | Gole | Uwagi                   |
| --------- | ------------------ | ------------- | ----- | ---- | ----------------------- |
| 1958      | Stal Sosnowiec     | I liga        | 9     | 1    | spadek do II ligi       |
| 1959      | Stal Sosnowiec     | II liga       | 19    | 0    | awans do I ligi         |
| 1960      | Stal Sosnowiec     | I liga        | 22    | 0    |                         |
| 1961      | Stal Sosnowiec     | I liga        | 26    | 0    |                         |
| 1962      | Zagłębie Sosnowiec | I liga        | 14    | 0    | brązowy medal MP        |
| 1962      | Zagłębie Sosnowiec | Puchar Polski | 5     | 0    | zdobycie Pucharu Polski |
| 1962/1963 | Zagłębie Sosnowiec | PZP           | 2     | 0    |                         |
| 1962/1963 | Zagłębie Sosnowiec | I liga        | 26    | 1    | brązowy medal MP        |
| 1962/1963 | Zagłębie Sosnowiec | Puchar Polski | 6     | 0    | zdobycie Pucharu Polski |
| 1963/1964 | Zagłębie Sosnowiec | PI            | 6     | 0    |                         |
| 1963/1964 | Zagłębie Sosnowiec | PZP           | 3     | 0    |                         |
| 1963/1964 | Zagłębie Sosnowiec | I liga        | 26    | 0    | wicemistrz Polski       |
| 1963/1964 | Zagłębie Sosnowiec | Puchar Polski | 3     | 0    | ćwierćfinał             |
| 1964/1965 | Zagłębie Sosnowiec | I liga        | 7     | 0    | brązowy medal MP        |
|           | suma               | II liga       | 19    | 0    |                         |
|           | suma               | I liga        | 130   | 2    |                         |
|           | suma               | Puchar Polski | 14    | 0    |                         |
|           | suma               | PZP           | 5     | 0    |                         |
|           | suma               | PI            | 10    | 0    |                         |

### Europejskie puchary

#### Puchar Zdobywców Pucharów
| lp. | Data                 | Miejsce   | Gospodarz          | Przeciwnik         | Rezultat | Rozgrywki | Grał | Uwagi |
| --- | -------------------- | --------- | ------------------ | ------------------ | -------- | --------- | ---- | ----- |
| 1.  | 12 września 1962     | Budapeszt | Újpest FC          | Zagłębie Sosnowiec | 5:0      | PZP       | 90'  |       |
| 2.  | 26 września 1962     | Sosnowiec | Zagłębie Sosnowiec | Újpest FC          | 0:0      | PZP       | 90'  |       |
| 3.  | 25 września 1963     | Ateny     | Olympiakos SFP     | Zagłębie Sosnowiec | 2:1      | PZP       | 90'  |       |
| 4.  | 2 października 1963  | Sosnowiec | Zagłębie Sosnowiec | Olympiakos SFP     | 1:0      | PZP       | 90'  |       |
| 5.  | 23 października 1963 | Wiedeń    | Olympiakos SFP     | Zagłębie Sosnowiec | 2:0      | PZP       | 90'  |       |

#### Puchar Intertoto
| lp. | Data            | Miejsce    | Gospodarz           | Przeciwnik          | Rezultat | Rozgrywki | Grał | Uwagi                |
| --- | --------------- | ---------- | ------------------- | ------------------- | -------- | --------- | ---- | -------------------- |
| 1.  | 23 czerwca 1963 | Jena       | Motor Jena          | Zagłębie Sosnowiec  | 2:0      | PI        | 90'  |                      |
| 2.  | 30 czerwca 1963 | Sosnowiec  | Zagłębie Sosnowiec  | Velež Mostar        | 4:1      | PI        | 90'  |                      |
| 3.  | 7 lipca 1963    | Bratysława | Slovnaft Bratysława | Zagłębie Sosnowiec  | 1:0      | PI        | 90'  |                      |
| 4.  | 14 lipca 1963   | Sosnowiec  | Zagłębie Sosnowiec  | Slovnaft Bratysława | 1:0      | PI        | 90'  |                      |
| 5.  | 21 lipca 1963   | Mostar     | Velež Mostar        | Zagłębie Sosnowiec  | 4:1      | PI        | 90'  |                      |
| 6.  | 28 lipca 1963   | Sosnowiec  | Zagłębie Sosnowiec  | Motor Jena          | 2:0      | PI        | 90'  | mecz przerwany w 74' |
| 6.  | 20 czerwca 1965 | Sosnowiec  | Zagłębie Sosnowiec  | Radnički Nisz       | 5:2      | PI        | 90'  |                      |
| 7.  | 26 lipca 1965   | Koszyce    | VSS Koszyce         | Zagłębie Sosnowiec  | 4:3      | PI        | ?'   | zmienił Pieloka      |
| 8.  | 3 lipca 1965    | Sosnowiec  | Zagłębie Sosnowiec  | Empor Rostock       | 2:1      | PI        | 90'  |                      |
| 9.  | 10 lipca 1965   | Sosnowiec  | Zagłębie Sosnowiec  | VSS Koszyce         | 3:0      | PI        | 72'  | zmienił Wąsa         |
| 10. | 23 lipca 1965   | Rostock    | Empor Rostock       | Zagłębie Sosnowiec  | 3:0      | PI        | 45'  |                      |

## Kariera trenerska
W 1969 r. został trenerem Piasta Gliwice. Był nim trzykrotnie.

## Sukcesy
- awans do I ligi 1959 ze Stalą Sosnowiec
- wicemistrzostwo Polski 1964 z Zagłębiem Sosnowiec
- brązowy medal mistrzostw Polski 1962, 1963, 1965 z Zagłębiem Sosnowiec
- Puchar Polski 1962, 1963 z Zagłębiem Sosnowiec